# Иосиф Фалалеевич
Иосиф Фалалеевич (Есип; ум. 1397) — новгородский тысяцкий.
В 1384 году жители Орехова и Корельского городка приехали в Новгород и пожаловались на притеснения князя Патрикея Наримунтовича сына Наримунта Гедиминовича. Приехал князь Патрикей, и обещаниями поднял Славенский конец и «замутил» Новгород.
Иосиф пошёл на вече, собранное приверженцами Патрикия на Ярославовом дворе, которые хотели разгромить его двор, но жители Плотницкого конца защитили Иосифа. В 1391 Иосиф ездил в Изборск на переговоры с немецкими послами от Любека, Готского берега, Риги и др. городов. В результате переговоров был заключён мир и «немцы целовали крест после семилетнего розмирья». Умер в 1397 году, приняв перед смертью монашество.